# Lynn, Alabama
Lynn är en stad i Winston County i den amerikanska delstaten Alabama med en yta av 17 km² och en folkmängd, som år 2000 uppgick till 597 invånare. Lynn fick stadsrättigheter år 1952.